# ギリシア建築
ギリシア建築（ギリシアけんちく、古代ギリシア建築、ギリシア語: Αρχαία ελληνική αρχιτεκτονική、ギリシア語ラテン翻字: Arkhaía ellēnikḗ arkhitektonikḗ、英語: Ancient Greek architecture）は、古代ギリシア人によって創造された建築様式である。特に神殿建築は代表的であり、古典主義建築の直接的、間接的規範とされ続けた。
ギリシア建築は紀元前7世紀頃から様式の創造が開始されはじめ、紀元前5世紀から紀元前4世紀頃にその頂点を迎えるが、空間よりも細部の装飾や比例原理を洗練させて自己完結していく傾向にあり、現代の美術的な感覚からすれば、建築よりもむしろ彫刻に近い。その後のヘレニズム時代には建築の形態が再編成され、建物の関係性が意識されるようになり、やがてこれらがローマ建築に継承された。
古典主義建築の源泉でありながら、ヨーロッパでは18世紀に至るまで忘れ去られていた建築であったが、新古典主義運動において建築の起原であると考えられるようになり、ギリシア建築の復興運動（グリーク・リヴァイヴァル）を巻き起こした。19世紀に建築起原論は解体されてしまったが、古典（classic）の象徴という概念は現代においてもなお続いている。

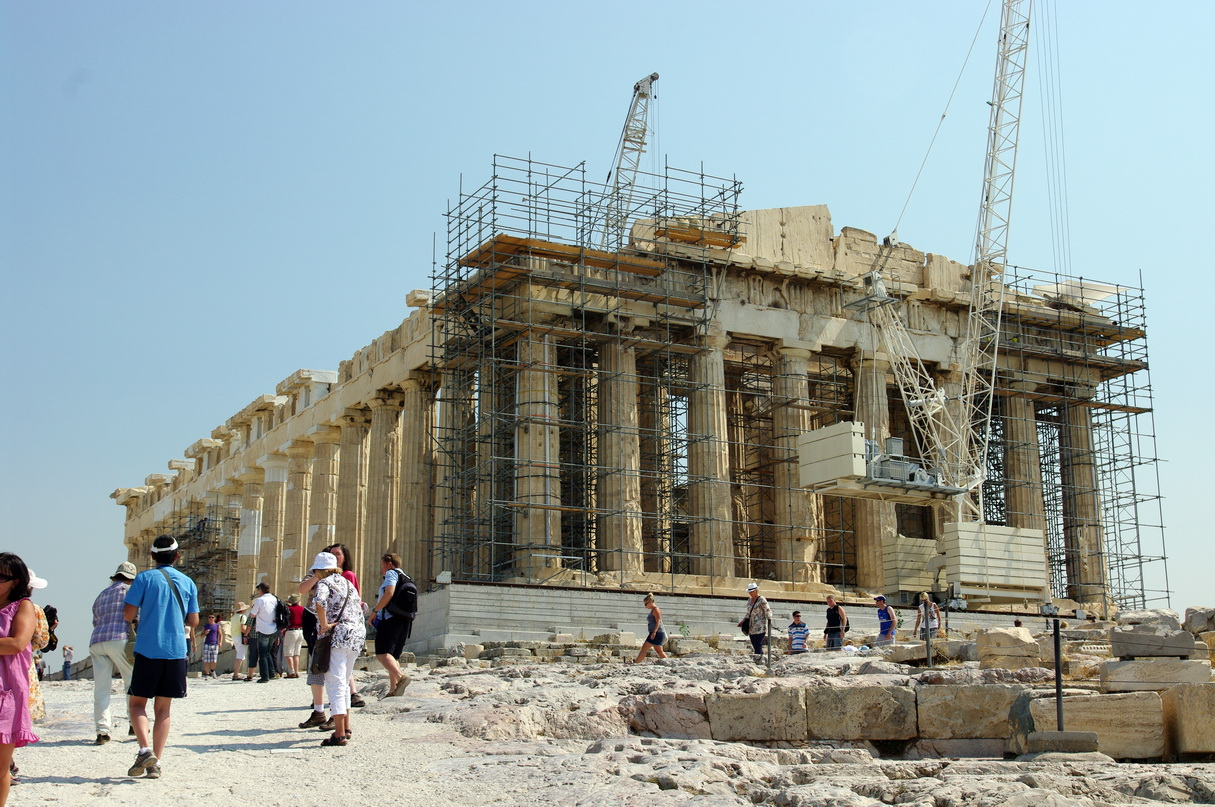
パルテノン神殿（改修工事中）

## 概説

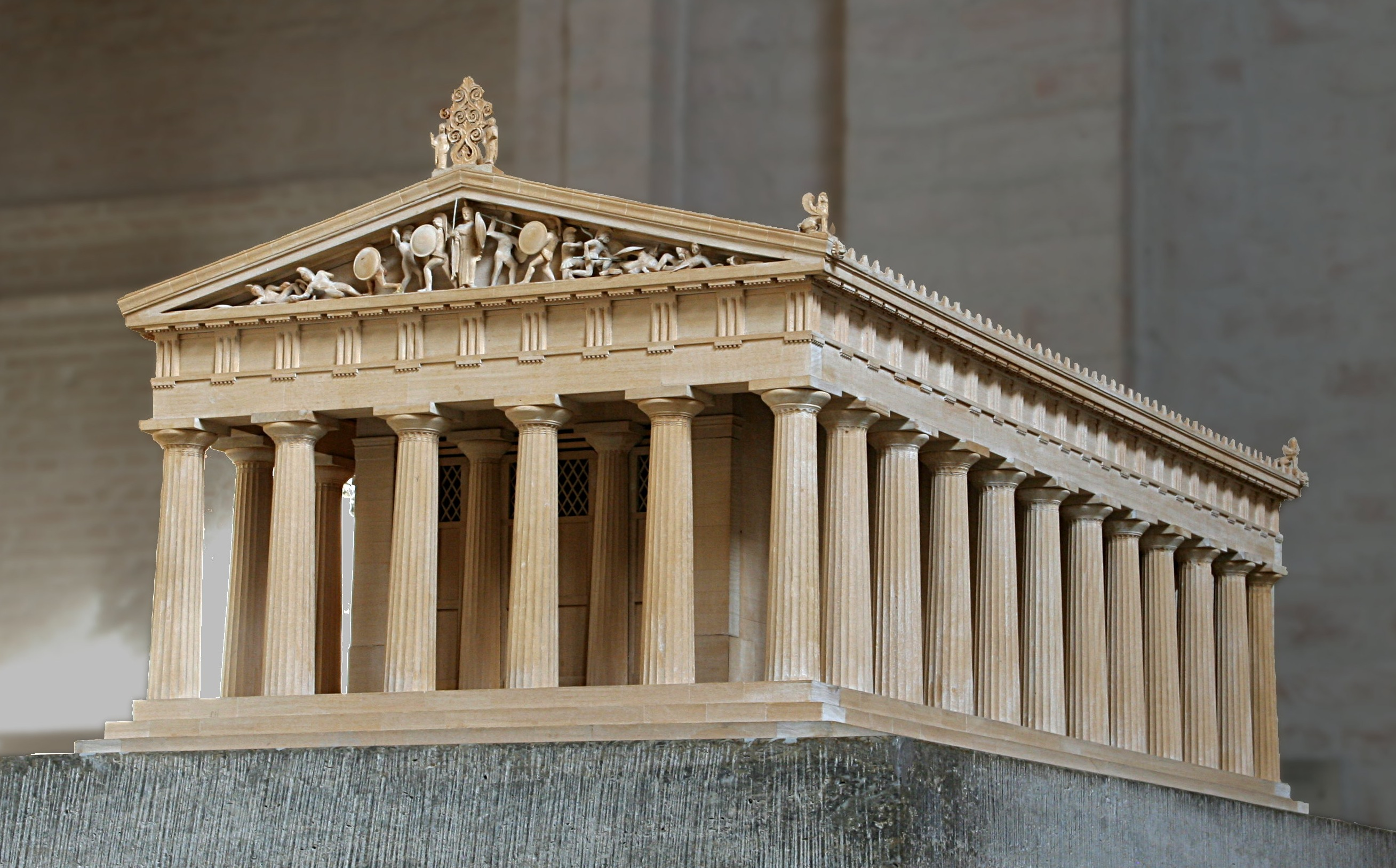
アイギーナのアテーナー・アパイアー神殿（復元）
ドーリア式神殿の例。

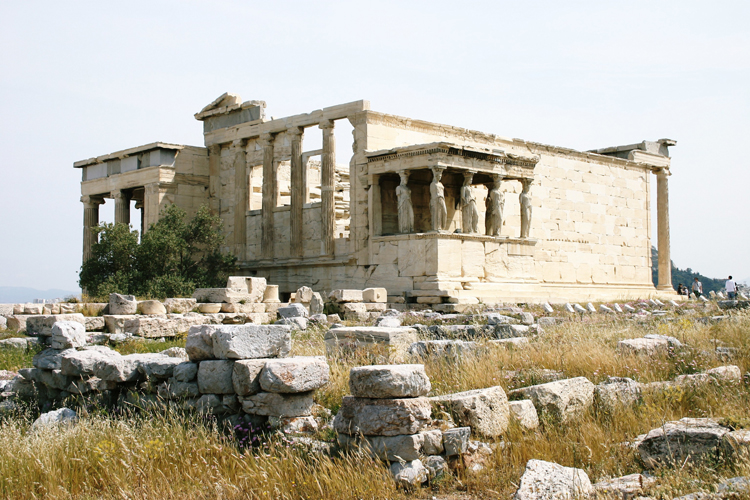
アテナイのエレクテイオン（イオニア式神殿）

歴史的、地理的関係性を考慮すると、古代ギリシアの建築活動は紀元前2000年頃のミノア文明中期に遡り、ギリシア本土では紀元前1400年頃のミケーネ文明を発祥とする。しかし、クレタの建築とミュケナイ建築、そしてギリシア建築との間にある程度の共通性が認められるが、その関連性は必ずしも明確ではなく、ギリシア建築と呼べる建築は紀元前8世紀頃が出発点と考えられている。
一般的なギリシア神殿と同じ形式の建築物は、遅くとも紀元前8世紀初期には形成されたが、当時の建築材料は木材であり、今日それを完全に復元することはむずかしい。しかし、都市国家の社会制度が発達するにつれて宗教的、公的建築が発達することがうかがえ、紀元前6世紀中期には建築材料として本格的に石がもちいられるようになった。また、ペロポネソス半島とイタリア半島南部（マグナ・グラエキア）ではドーリア式が発展し、一方で小アジアではイオニア式建築がそれぞれ発達する。
人の目に触れにくい場所ではあったが、アーチやトンネル・ヴォールトの活用など、工学的な進歩も見られる。こうした建築的特質は、その文化と領土とともにローマ帝国に組み込まれ、紀元前1世紀以降はローマ建築に受け継がれていった。

## 歴史

### 黎明期からアルカイク期のギリシア建築
紀元前8世紀から紀元前7世紀のギリシアは、都市国家が形成されはじめた頃であり、中央集権化や社会制度も発達していなかったが、同時に身分の垣根も低く、活気に富んだ公流が盛んであったと考えられている。建築についても、ほとんど暗中模索の状況ではあったが、古典期に引き継がれる建築的な下地は形成されつつあった。

#### 紀元前6世紀以前の建築

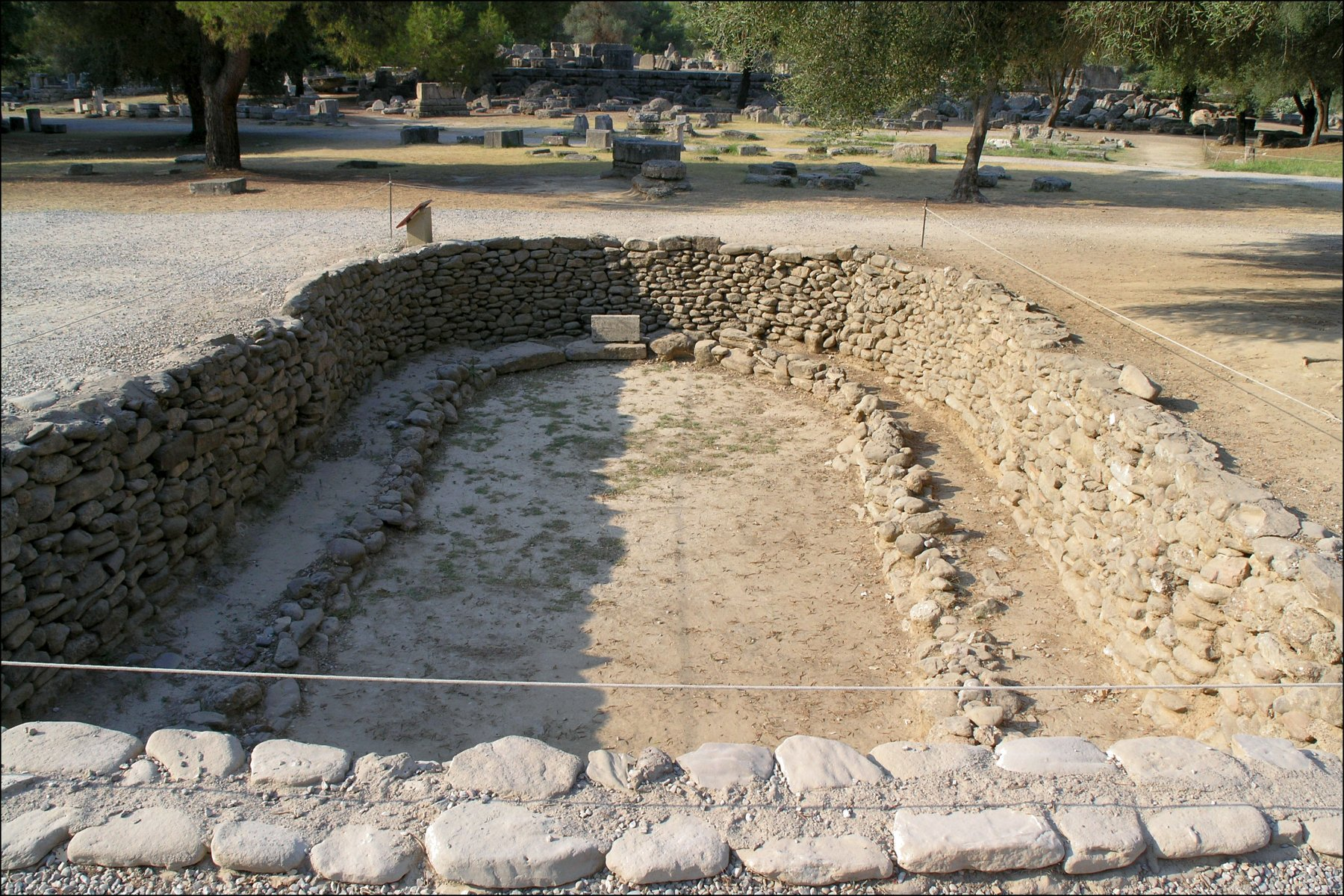
オリンピアの古神殿跡
柱などは残っていないが、建物が馬蹄形平面であることが分かる。

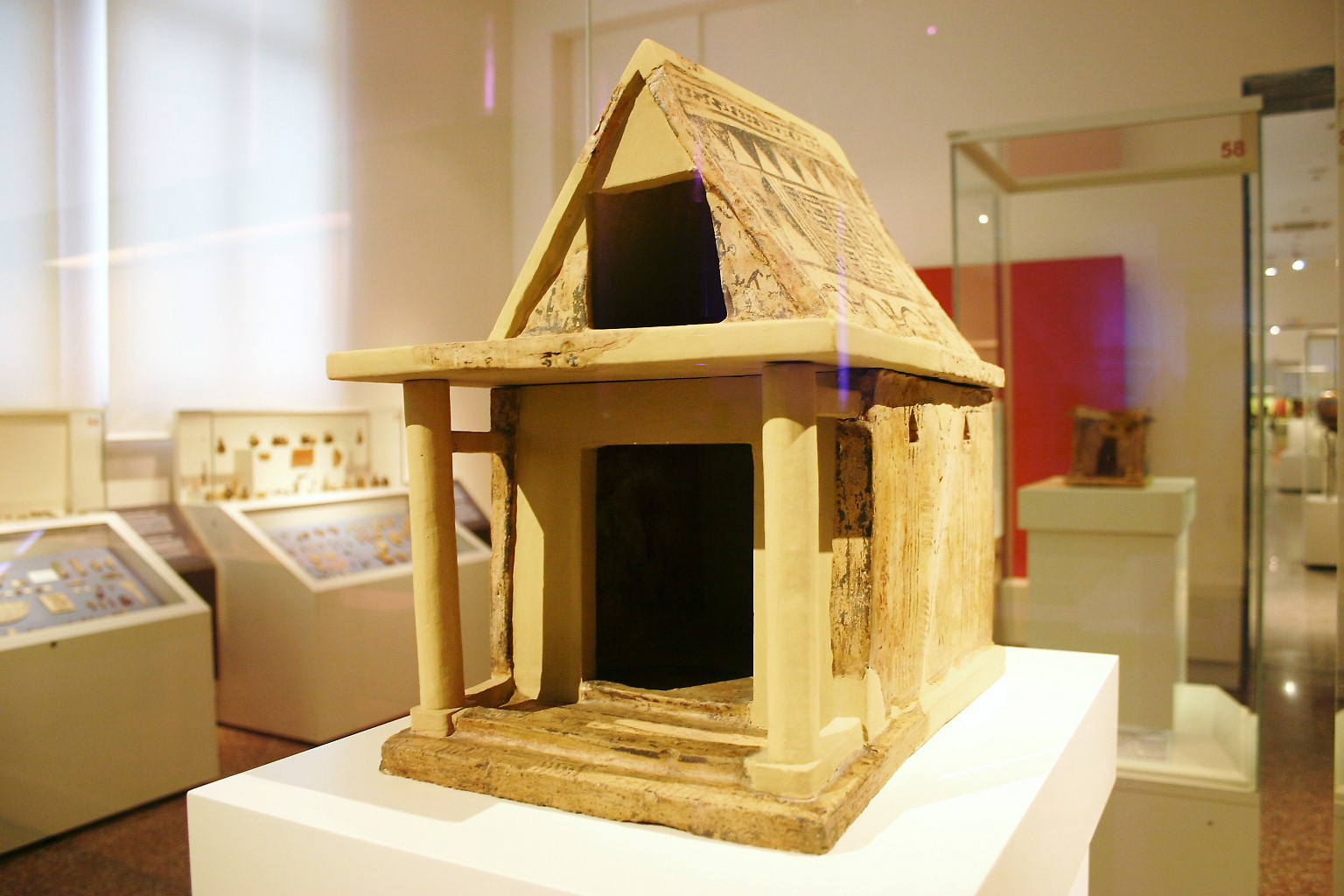
神殿のテラコッタ
アルゴスのヘーラー神域出土。初期の神殿を写したもので、前室に2本の柱を建てる構成。

ギリシア神殿の最初の形態は、ミュケナイ特有の建築であるメガロンのような形状で、神像を納めるナオス（内陣）とプロナオス（前室）から構成される、寄せ棟屋根の単なる小屋のようなものであった。しかし、次第に「神の家」と呼べるものにまで発達し、紀元前7世紀中期には外部にテラコッタによる装飾を施して、その格式を高めるようになった。構造についても、木材と日干し煉瓦で構築されていたものが、紀元前6世紀には石灰石や大理石で築かれるようになった。技術が確立されると、神殿建築はほとんどすべてが石造となるが、その意匠の一部は、木造であった時に構造的な意味を持っていたものが様式化したものである。
テルモン（古名テルモス）のアポローン神域は、ギリシア北西部の有力豪族アエトリア人の聖域で、後のアエトリア同盟の中心地でもあった。紀元前9世紀頃の「メガロンB」と呼ばれる神殿の後部は湾曲したアプス状で馬蹄形平面を持ち、これはレフカンディのヘローン（紀元前10世紀）やエレトリアのアポローン・ダフネフォロス古神殿（紀元前7世紀）、オリンピアの古神殿などに見られる。続く紀元前620年から紀元前610年頃に建設された第I神殿は初期のドーリア式神殿のひとつで、内陣を柱が囲む周柱式神殿である。柱と梁は木造、壁は日干煉瓦で構成されており、未だ原始的な印象は否めないが、幾何学様式時代の鮮やかな彩色テラコッタが発掘されており、外装は美しい装飾に覆われていたらしい。
古代ギリシア有数の聖域であるオリンピアのヘーラー神殿も、ゼウスとヘーラーを祭る木造ドーリア式神殿として建設されたものだが、パウサニアスによると、その創建は紀元前1096年に遡るとされる。この神殿の内陣は5つのスペースに区切られているが、これは当時の建築家たちが、建物を拡張する場合に奥行き方向のみを拡充していったことの所作であると考えられている。このため、ヘーラー神殿の大きさは、短辺が18.75mであるのに対し、長辺は50.01mと非常に細長い。この形状は、テルモンのアポローン神殿も同様である。現在残っている石造円柱は、直径やフルーティングの数がまちまちなうえ、石から切り出した一本の柱とドラムを積み重ねた柱が混在していること、そしてパウサニアスが柱の一本が樫の木で出来ていたと伝えていることから、本来は木造であったものが、逐次石造に変えられていったと考えられている。

#### 小アジアのイオニア式
ギリシア建築の伝統は、主にペロポネソス半島と南イタリアを発祥とするドーリア式と、小アジア一帯を発祥するイオニア式に分けることができる。イオニア式は小アジアにギリシア人が入植した紀元前12世紀頃まで遡ると考えられているが、紀元前6世紀に小アジアで建設された2つの巨大神殿、エフェソスのアルテミス旧神殿、そしてサモス島のヘーラー神殿（第III神殿）が、その意匠の確立に大きな影響を及ぼした。これらの神殿は現存しておらず、発掘された遺構から神殿の形態を推測するほかないが、どちらも二重周柱式神殿（ディプテラル）で、よく似た構成をしていたことは確実である。ウィトルウィウスとプリニウスによれば、ヘーラー神殿は建築家ロイコスとテオドロスが、アルテミス神殿はクレタのケルシフロンとその息子メタゲネスが設計を行ったが、アルテミス神殿については、ヘーラー神殿を計画したテオドロスも参画していたらしく、これが両神殿に共通性をもたらしたようである。

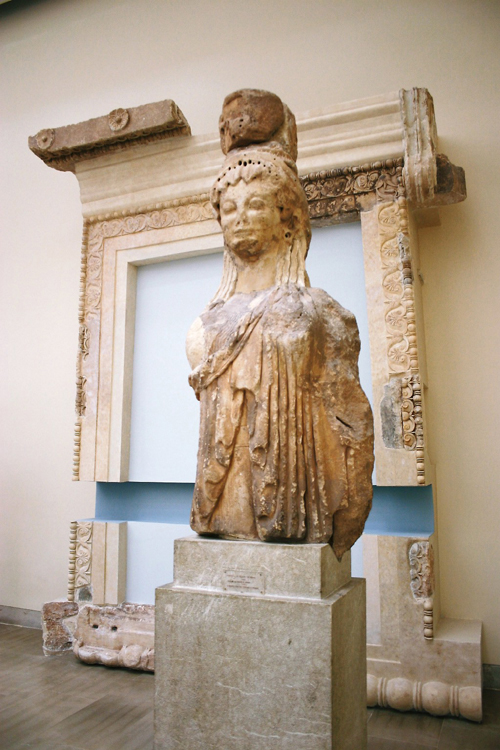
シフノス人の宝庫の装飾
カリアティス（女性像の独立柱）と間口の装飾。カリアティスはアルカイク様式のものに近い。

女神ヘーラーの生誕の地とされるサモス島のヘーラー神域（ヘライオン）の起源は古く、最初の第I神殿（通称ヘカトンペイドン（百尺神殿）、長辺60m・短辺30m）は紀元前8世紀初期に建設された。その後、紀元前8世紀末に内陣を正面7本、側面8本の柱で囲む増築が成され、ギリシア世界の最初期の周柱式神殿となった。この神殿は紀元前660年頃に洪水によって破壊されたが、すぐに同一平面の第II神殿が建設されている。第III神殿は、紀元前570年から紀元前560年頃に建て替えられたもので、長辺104m・短辺52m、104本もの円柱によって内陣を2重に囲む巨大建築であった。柱の配置は内陣の柱の位置と完全に一致しており、神殿が秩序立てて構成されていることがよくわかる。
アルテミス神殿のある場所も由来は古く、パウサニアスによれば、この神域の起源はイオニア人入植よりも古いとされている。紀元前560年から紀元前550年頃に建設されたこの神殿は、ヘーラー神殿よりもひとまわり大きく、長辺114m・短辺54.6mである。平面構成はほとんど同じだが、装飾はヘーラー神殿よりも豪華で、正面の円柱の柱頭と柱脚にまで浮き彫りが施されていた。これにはリディア王クロイソスの銘が刻まれており、少なくともいくつかのものは彼の寄進によるものである。両神殿の影響はたいへん大きく、その後数百年の間、小アジア一帯の神殿の設計において繰り返し手本とされ続けた。
イオニア人は建築の装飾にたいへんな関心を示しており、イオニア式建築はギリシア本土にも徐々に伝達されていったが、最初はこのような美しい模様や彫り物が採用された。紀元前550年頃から紀元前525年にかけて建設されたデルポイのアポローン神域にある宝庫群は、ギリシア本土における初期のイオニア式建築であり、洗練された装飾をみることができる。クニドス人の宝庫とシフノス人の宝庫は二柱式神殿（ディスタイル・イン・アンティス）の形式であるが、正面の2本の円柱は女性像に置き換えられている。シフノス人の宝庫の壁体は小口と長手が交互に繰り返され、その上部には彫刻が施されたフリーズと菊紋が連続するアーキトレーヴが載っている。入り口は連続した玉飾り（ビード・アンド・リール）で装飾されており、この小建築物がいかに華美なものであったかが窺える。

#### ドーリア式の発達

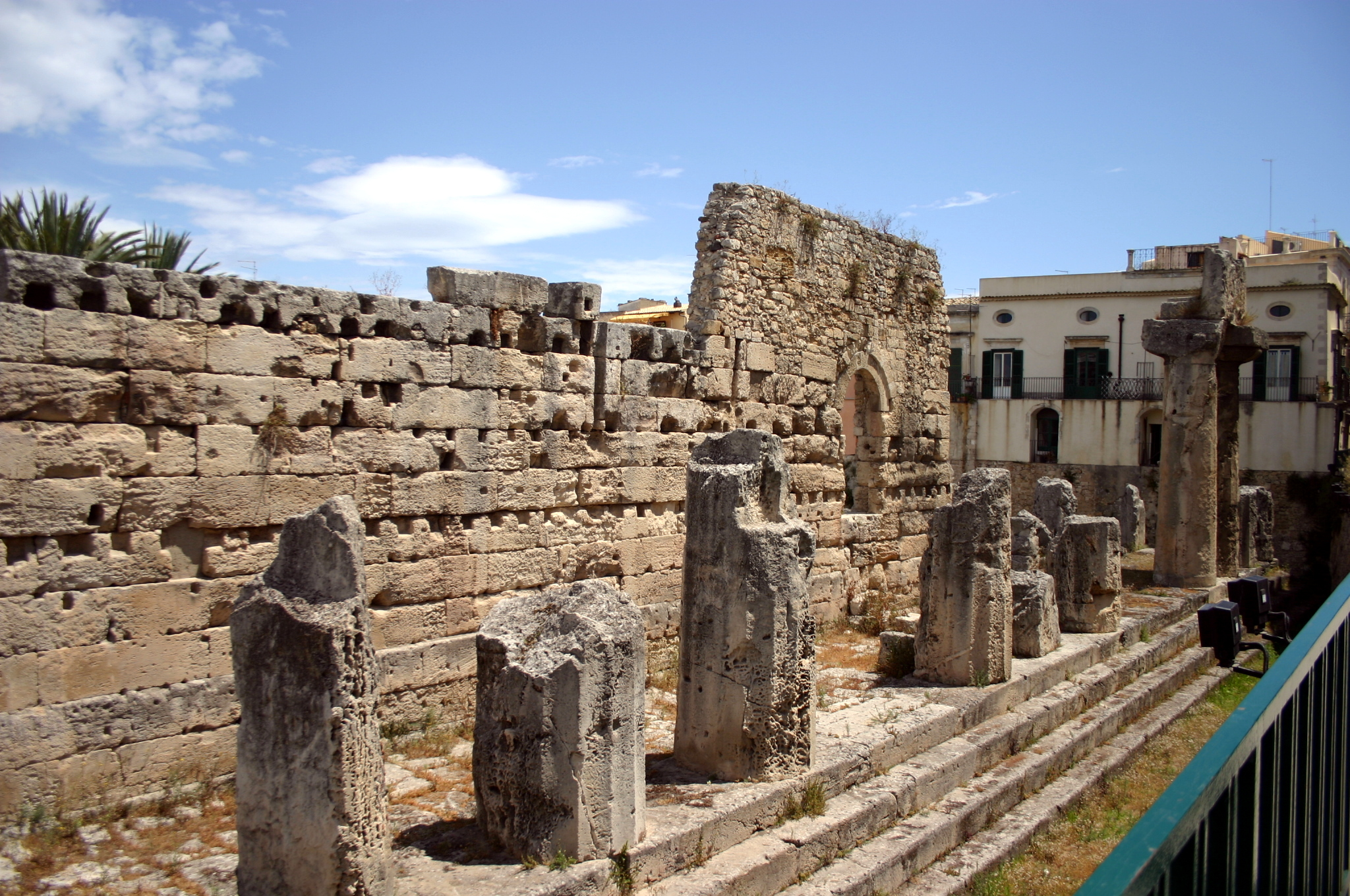
オルティージャ島のアポローン神殿

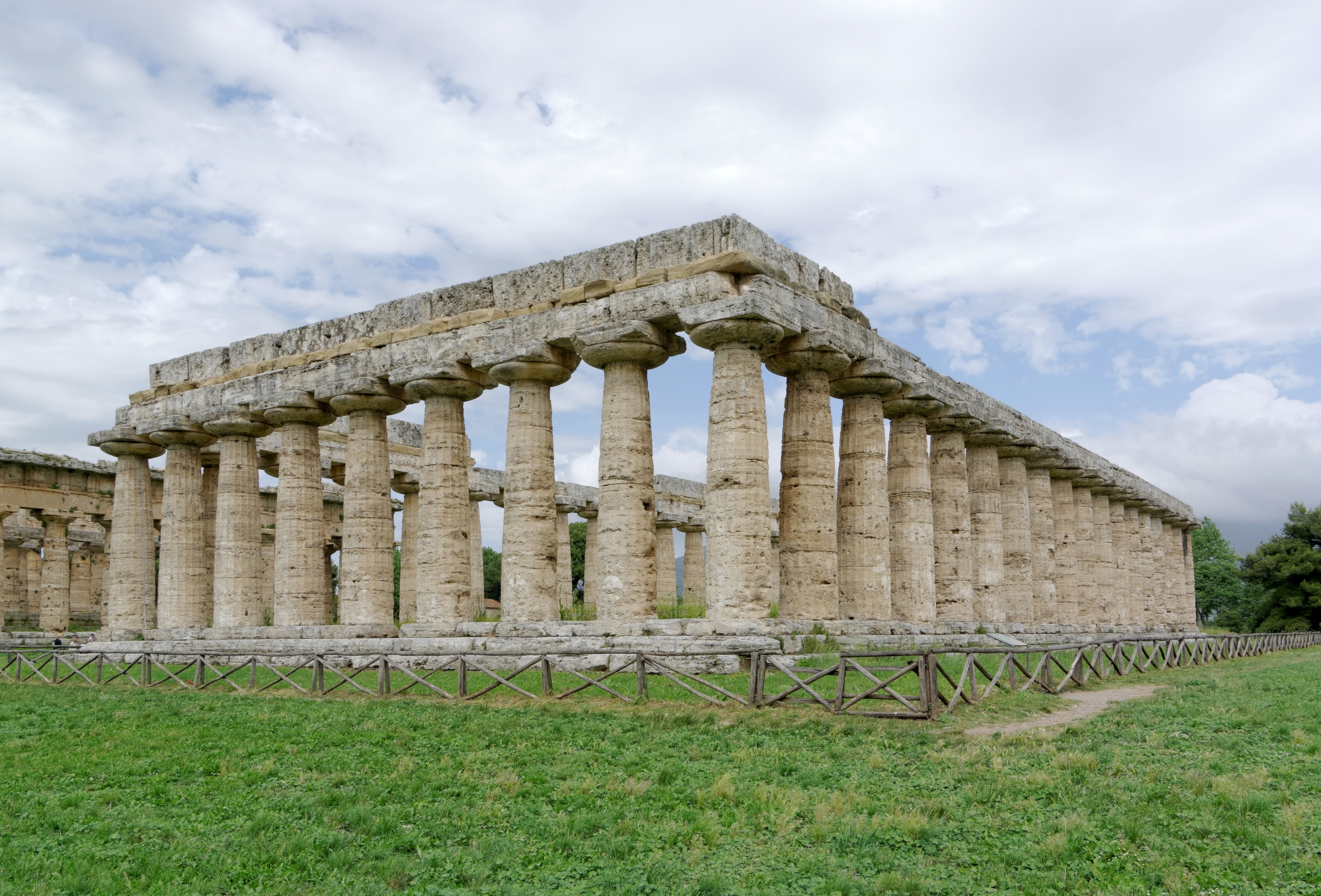
パエストゥムのヘーラー第1神殿

小アジアにおける建築活動とは別に、ペロポネソス半島からイタリア半島南部ではドーリア式の神殿が発達した。古代ギリシアのドーリア式は、スタイロバティスの上に直接円柱が載せられるため基盤を持たず、柱頭は円形の皿型エキヌスと、方形の台アバクスで構成されていることが特徴である。しかし、シチリア島およびイタリア半島のドーリア式と、ギリシア本土のドーリア式では、相互に強い結びつきが見られるものの、その形態に顕著な違いが認められる。
ペロポネソス半島のポリスと強い結びつきを持っていたイタリア南部ではドーリア式が採用されていたが、これらの地域ではギリシア本土の伝統には拘束されず、かなり独自の建築活動を行っていた。建築家クレオメネスとエピクレスによる、シュラクサイのオルティギア島にあるアポローン神殿は紀元前570年頃に建設されたもので、構造が石造にかわった最初のギリシア神殿のひとつである。技術的には、異様に高い梁（エンタブラチュア）を柱を密に並べて支えるなどの未成熟な部分があるが、この神殿のドーリア式にふさわしいどっしりとした重さは、紀元前6世紀中期以降に建設されるシチリア島やイタリア半島南部の神殿建築に特有のものとなった。
セリヌスの最も巨大な建築物であるG神殿は、幅49.5m、奥行108.9mの巨大神殿で、紀元前520年に起工された。僭主ピタゴラスによって、エフェソスやサモス島の巨大神殿と張り合うよう意図されたらしい。周柱式であるため翼廊の幅は12mと広く、内陣は幅18m。列柱によって3等分された3廊式である。露天になった内陣には小神殿が設けられており、この点はディディマのアポローン神殿（イオニア式）に影響を受けたものではないかと考えられている。石造技術は完成され、意匠はギリシア本土のような各部の構成に縛られない自由さも兼ね備えている。

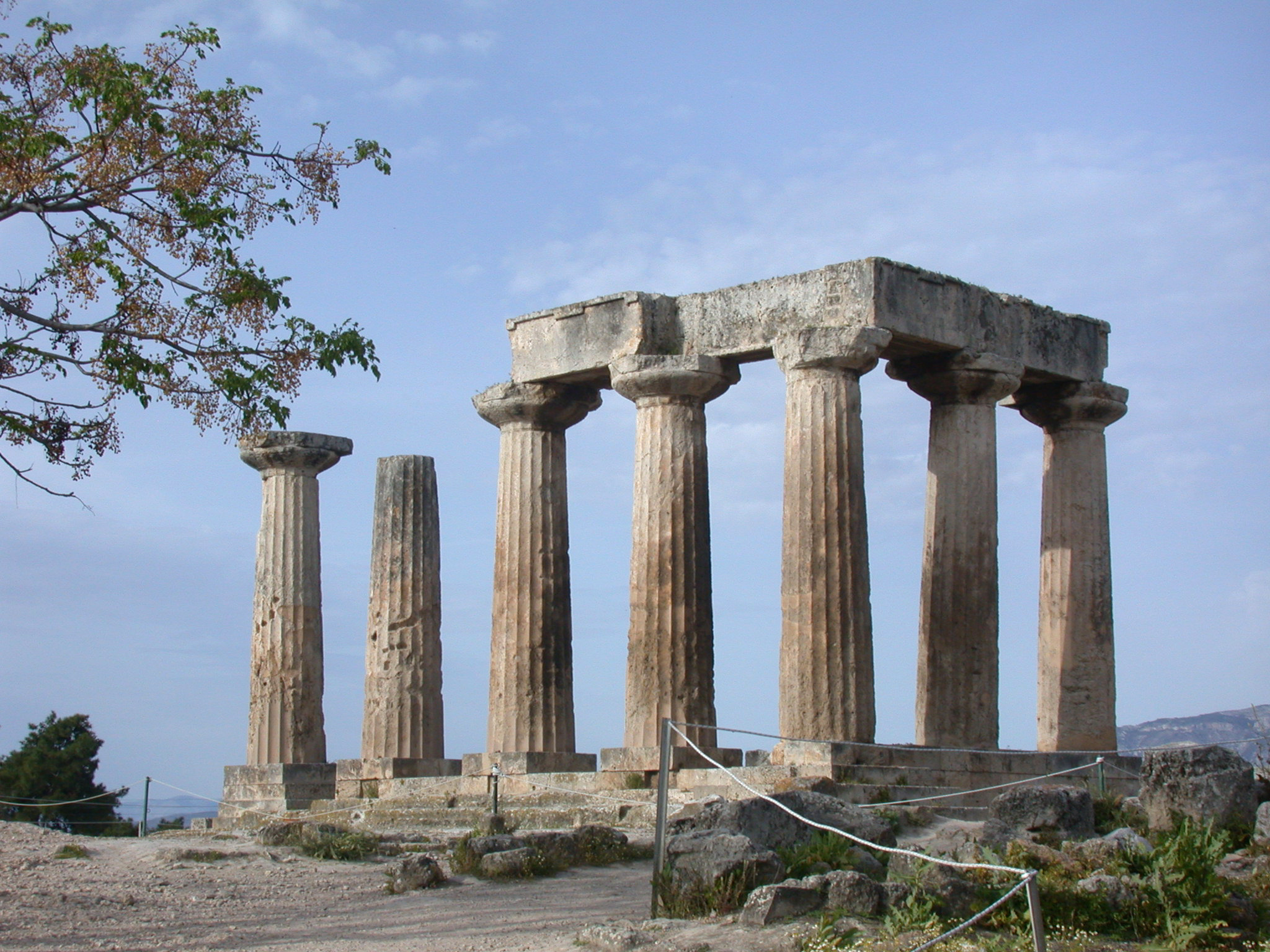
コリントスのアポローン神殿

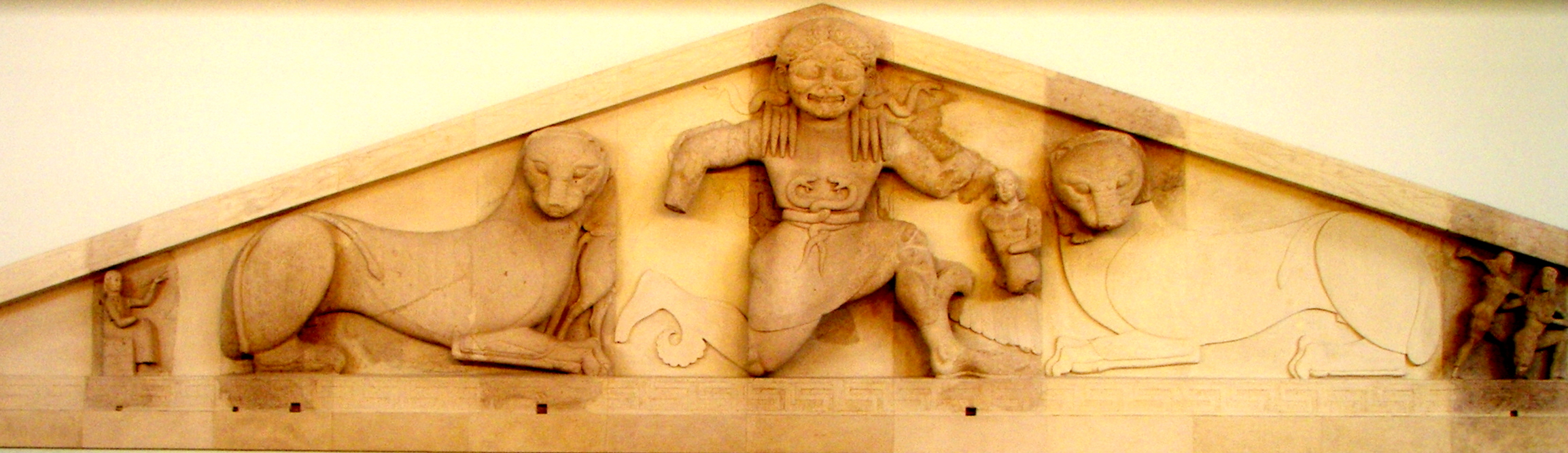
ケルキラのアルテミス神殿のペディメント

「バシリカ」と呼ばれるパエストゥムの第1ヘーラー神殿は、紀元前565年ないしは紀元前530年頃に建設されたものと推定されている。建築の装飾に対する意識からであろうが、エンタシスはたいへん強調され、柱頭のエキヌスはかなり扁平で、その下部には葉飾りが挿入されている。周柱式神殿であるが、正面の円柱は偶数ではなく奇数（9本）配置されており、建物の軸に一列の列柱が通る格好になっている。このため内陣は2廊である。内陣の壁と前室の柱は外周の柱割に一致しているが、内陣の列柱の間隔はこれとは異なり、一般的なギリシア神殿とは明らかにその性格が異なっている。
ギリシア本土におけるドーリア式建築は、紀元前7世紀頃、未だ建築が石ではなく木造であった時期に完成した。ドーリア式は古いドーリア人入植地に由来し、これらの地域では相互に強い結びつきが見られるが、これについては南イタリアに複数の植民都市を建設し、ペロポネソス半島で最も活発な交易活動を行っていたコリントスが重要な働きを担ったと考えられている。アゴラに隣接して紀元前6世紀中期に建設されたアポローン第II神殿は、現在も何本かの柱が残っているが、正面と側面の柱のスパンは異なっており、また、隅部の柱間は他よりも少し狭くなっている。また、内陣が2室あるなどの特徴は、デルポイのアポローン神殿やアテナイの古パルテノン神殿に共通しており、この神殿が両者に影響を与えたことが窺われる。
イタリア半島への中継地で、コリントスと密接なつながりのあったケルキラのアルテミス神殿も、紀元前585年頃か紀元前580年頃に建設された、石造ではギリシア最古のドーリア式神殿のひとつである。神殿の保存状態は極めて悪いが、大きさは幅22.4m、奥行き47.9mで、疑似二重周柱式平面を持ち、内陣は列柱によって3廊に分離されていた。この神殿を特に有名にしているのは、ペディメントに据えられていたゴルゴーンの巨像で、このため「ゴルゴーン神殿」とも呼ばれている。ペディメントを彫刻で飾った、知られている限り最古の神殿である。

### 厳格様式時代から古典時代へ
紀元前5世紀中期になると、石造技術は高度に運用されるようになり、ドーリア式、イオニア式の伝統が融合して、ギリシア建築は完成の域に達した。古典期のギリシアは完璧な比例法則を備えた壮麗な建築を創建し、古典建築の源泉となった。ホールや劇場などの公共建築は大きく発展したが、一方で個人邸宅などの私的建築物についてはあまり進展はなかった。

#### ドーリア式神殿の完成と衰退
厳格様式時代にあたる紀元前5世紀の初期から中期にかけて、ドーリア式は特有の堅牢さ、重厚さを持つ神殿建築を確立した。アイギーナのアテーナー・アパイアー神殿や、建築家リボンとペイディアスによるオリンピアのゼウス神殿はその典型的な例で、最終的にアテナイのアテーナー・パルティノス神殿（パルテノーン）において、まさに完成された姿となった。しかし、ドーリア式建築の隆盛は長く続くことはなく、続く紀元前4世紀になると、ドーリア式はその厳格さによって早くも廃れていった。

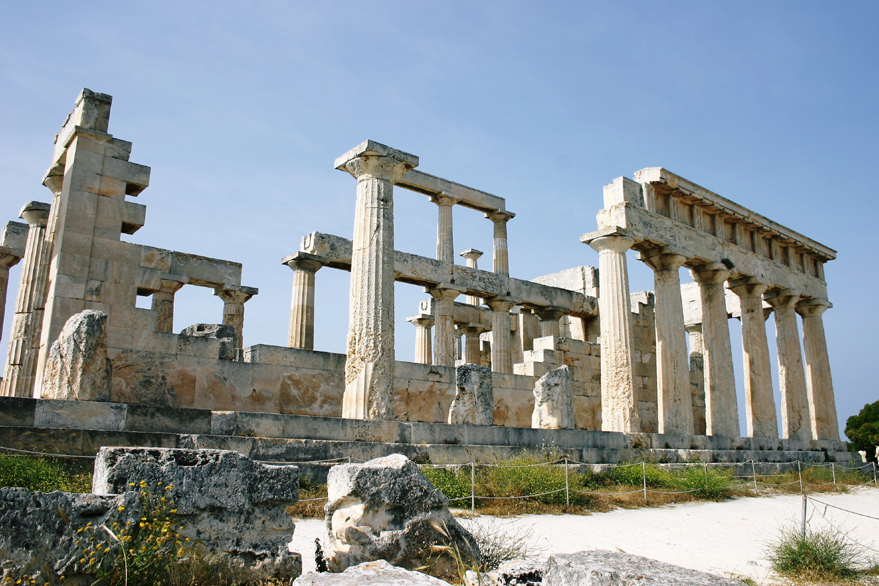
アイギーナのアテーナー・アパイアー神殿

アイギーナは、ファレロン湾に浮かぶ小さな島のひとつであるが、紀元前6世紀にはエーゲ海の基軸通貨としてアイギーナ貨幣が流通するなど、紀元前5世紀中期まで、アテナイを抑えるほどの勢力を誇った有力な海洋交易国家であった。島の東端にある女神アパイアーの神殿は、紀元前5世紀初期に建設された、全幅13.5m、側面長さ28.5mの神殿である。保存状態が良く、青みがかった地元の多孔質石灰石を構造体とし、その上に白い漆喰を塗っているのが現在でも確認できる。扁平でやや大きなエキヌスを持つ円柱の意匠は、アルカイク時代の形態をある程度保持しているが、平面はプロナオスとオピストドモスを持つ古典時代特有の形式で、このため、わずか幅6.3mの内陣を、2層のドーリア式円柱で3廊に分けている。
聖地オリンピアの主神殿となるゼウス神殿は、紀元前470年から紀元前460年に建設されたものである。現在はほとんど残っていないが、構造体は地元の石灰岩を整形したもので、表面には白い漆喰が塗られ、全体の色彩は乳白色であったが、トライグリフやペディメントなどは鮮やかに彩色されていた。これらの措置はアパイアー神殿と同様である。3廊に分割された神殿内部には、ペイディアスが作成し、世界の七不思議にも数えられるゼウスの黄金象牙像が、かなり窮屈に収められていた。これは、建築家リボンが神殿に厳格なモデュールを適用していたため、座像に合わせて内部を作り替えることが難しかったことによる。ゼウス神殿以後の時代に建設されたドーリア式には、必ず厳格なモデュールが適用されているが、この流れはゼウス神殿が起点となったものである。

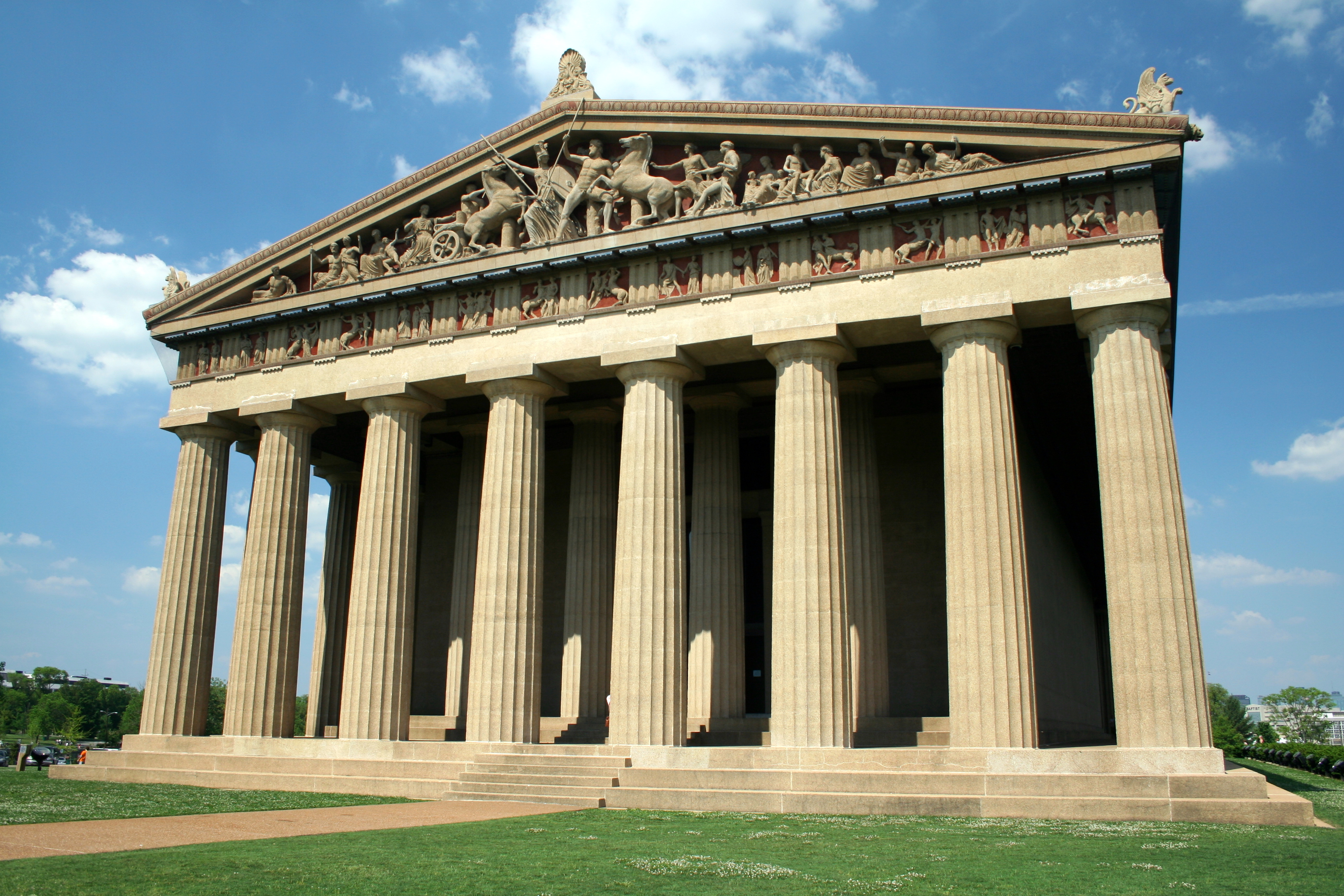
アテナイのパルテノーンの復元

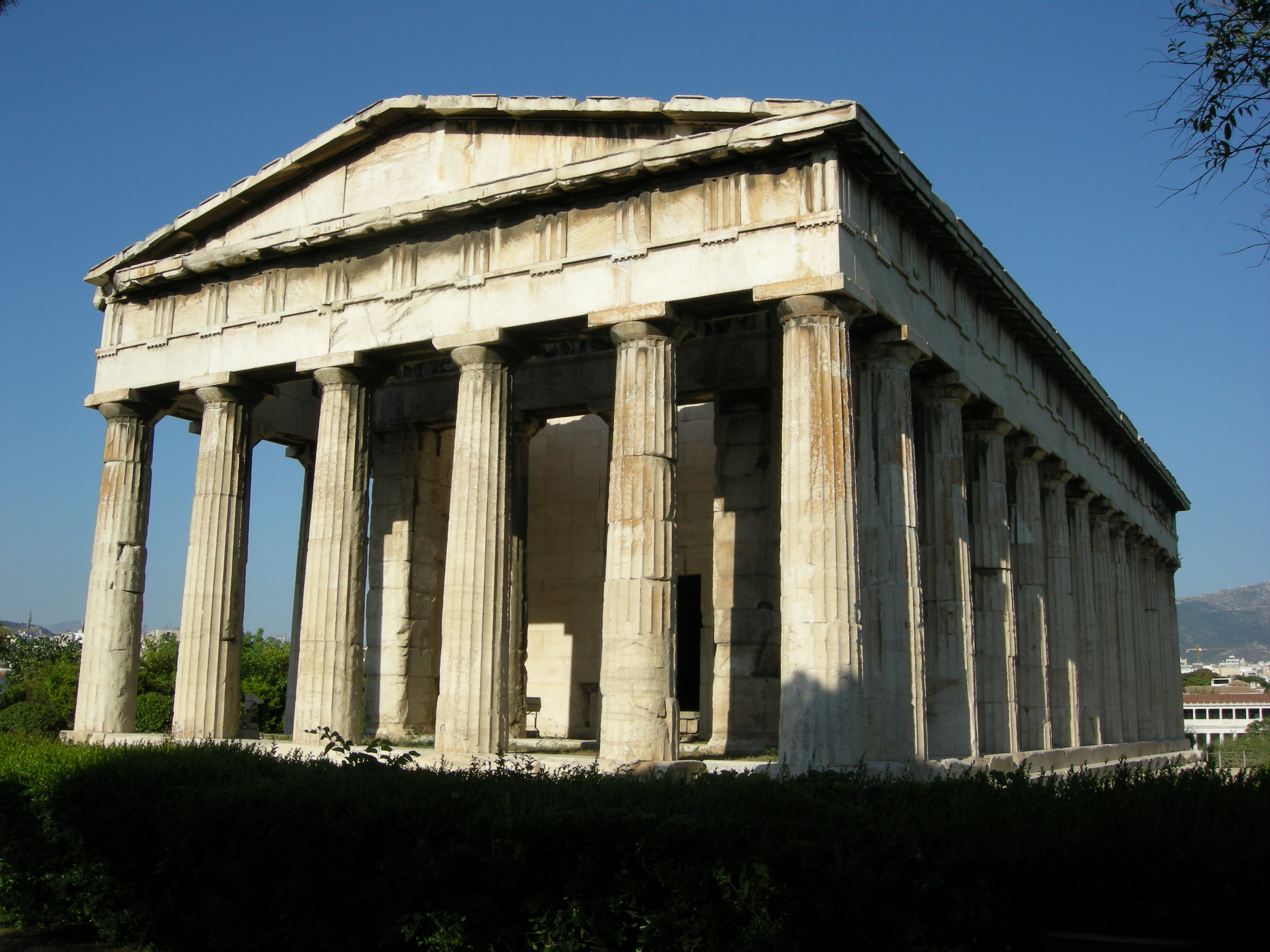
アテナイのヘーファイストス神殿

ペイディアスとイクティノスによるアテナイのアテーナー・パルティノス大神殿（パルテノーン）は、ドーリア式神殿の、そしてギリシア建築の最高傑作と言える作品である。また、ひとつの神殿のなかにドーリア式とイオニア式を混淆したという点でも特筆に値する。パルテノーンは、ペルシア戦争によってアテナイが灰燼に帰した後、キモンによるアクロポリスの再建時に、建築家カリクラテスによって着手された。紀元前447年に、神殿の造営がペイディアスとイクティノスに継承されたとき、パルテノーンは再建の真っただ中にあり、柱などの建築資材のいくつかはすでに構築されていたが、この神殿の計画は旧神殿の平面を踏襲したものであったため、ペイディアスが作成する女神アテーナーの黄金象牙像を安置する空間を確保できなかった。イクティノスは計画を変更して平面を拡大せざるを得ず、すでに整形された柱から、新たに全体のモデュールを構築しなおさなければならなかった。このように、神殿の設計は難しいものであったが、パルテノーンは伝統的規範を墨守し、かつ、厳格な比例関係を保つように再構築された。このように、神殿の構成はドーリア式特有の厳格なものであるが、内陣は女神アテーナーにふさわしい、優雅な2層構成のドーリア式円柱にイオニア式フリーズを組み合わせたもので、外部も古典期の傑作と言われる多くの彫刻（いわゆるエルギン・マーブル）によって飾りたてられた。これらの造営資金は、デロス同盟で各地のポリスから収集された対ペルシア戦用の軍資金を流用したものであり、現在アテネ帝国とも呼ばれるアテナイ最盛期の栄華を物語っている。
アテナイのヘーパイストス神殿（テセイオーン）、スニオン岬のポセイドーン神殿、ラムヌスのネメシス神殿は、明らかにパルテノーンを規範とした建築である。パルテノーンで確立されたドーリア式は、独自の建築活動を行っていたイタリア南部にまで影響を及ぼし、パエストゥムの最後の神殿となるヘーラー第2神殿は、古典時代の規則がすべて重んじられたつくりになっている。しかし、ドーリア式は外部の比例と内陣の比例を秩序立てて構成することが非常に困難だったため、やがて外部と内部の相互関係は破条することになる。バッサイのアポローン神殿や建築家スコパスによるテゲアのアテーナー・アレア神殿では、もはや外部と内陣との間にはなんらの連携もなく、やがて、ドーリア式には美学的に重大な欠陥ありとして、衰退することになるのである。

#### イオニア式とコリント式の萌芽
イオニア式は、紀元前6世紀末には小アジアと交易を行っていたイタリア南部に及び、パエストゥムのヘーラー第1神殿の細部装飾にその影響が窺われるが、本格的な導入は、紀元前500年頃に建設されたアテーナー神殿の内陣前柱においてであった。南イタリアと同じように小アジアと交流の深かったアテナイも、紀元前5世紀頃にイオニア式を導入するようになり、紀元前450年頃には、アッティカで最初のイオニア式である女神デーメーテールの神殿（現在は消失）が建設された。イオニア式は、建築を優雅で華美なものにするというイオニア人特有の美意識によって形成されたが、アテナイにおいてもこれは受け入れられ、独自にアレンジされて表現された。
紀元前437年から紀元前433年に建設されたプロピュライアは、アクロポリス唯一の入り口であり、すでにミュケナイ時代から門があったことが知られている。正面は、中央通路部分をやや広くしたドーリア式オーダーの列柱で構成されているが、内部通路はイオニア式が配置されている。また、西面南側の壇上には、プロピライアのドーリア式と対照を成す女神ニーケー・アプテロス（翼なき勝利の女神）の神殿が建っている。このアテーナー・ニーケー神殿は、ペロポネソス戦争が一時的に収束し、アクロポリス再建計画が最終段階に入った紀元前427年に、ペルシア戦争の勝利（カリアスの和平）を記念して建設されたものである。幅4.13m、奥行3.83mのイオニア式小神殿で、表裏ともに前柱式の平面を持つアンフィ・プロスタイルと呼ばれる形式である。円柱と内陣を囲む壁は、ともに半円のトルスを持つ基壇の上に載り、浮き彫りを施したフリーズを持つエンタブレチュアをその上部に巡らせて、正面および背面、そして側面を統一している。また、神殿下部のアクロポリスの城壁の縁にも女神の浮き彫りが取り付けられた。アテーナー・ニーケー神殿のように、小規模の建築にイオニア式オーダーを用い、彫刻などで装飾するという手法は、紀元前4世紀頃に葬祭建築に応用されることになる。

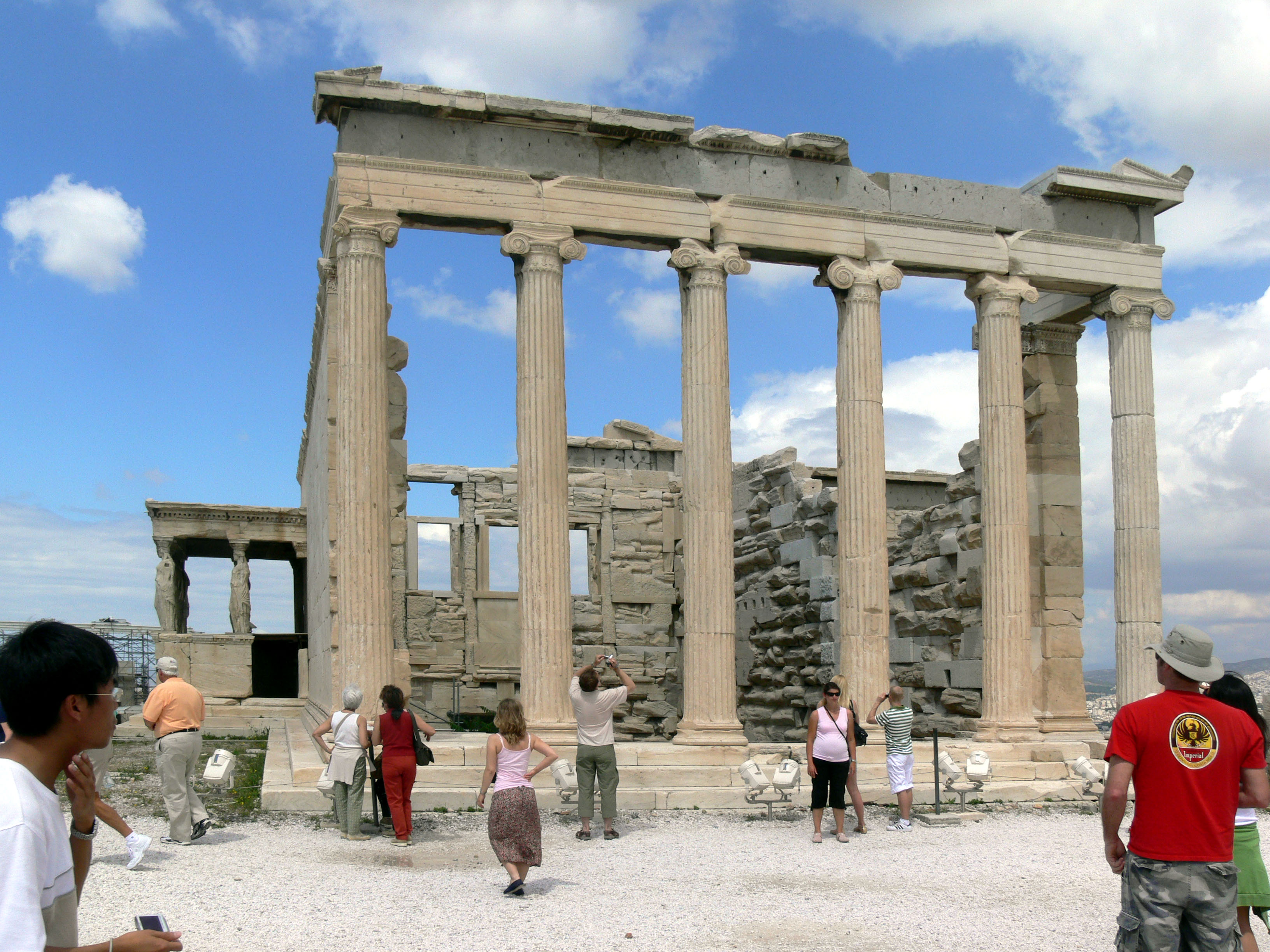
アテナイのエレクテイオン

アクロポリスの最も神聖な場所であり、アテーナー・ニーケー神殿と同時期に起工されたエレクテイオンは、ペロポネソス戦争の再開によって紀元前409年まで工事が中断し、完成したのは紀元前406年である。宗教行事を行う機能上、それまでの神殿よりも複雑な平面を持つが、内部は保存状態が悪いため、いくつかの復元案がある。基礎以外はペンテリコン産の白大理石で造られているが、フリーズはエレウシス産の青灰色石灰石で、表面に大理石の浮き彫りを釘留めしていた。入り口は正面にあたる東側と北側に設けられ、北入口は敷地の高低差により東より低く、そのポーチは建物本体から西に雁行して取り付けられている。南面には西端にカリアティディス（女性像型の柱）を持つ演壇があるが、特に対称性や全体の秩序は意識されておらず、建築としてはまとまりに欠ける。しかし、こうした不整形な平面の建物にイオニア式を採用することができたのも、イオニア式の調和性と形態の自由さ故のことである。

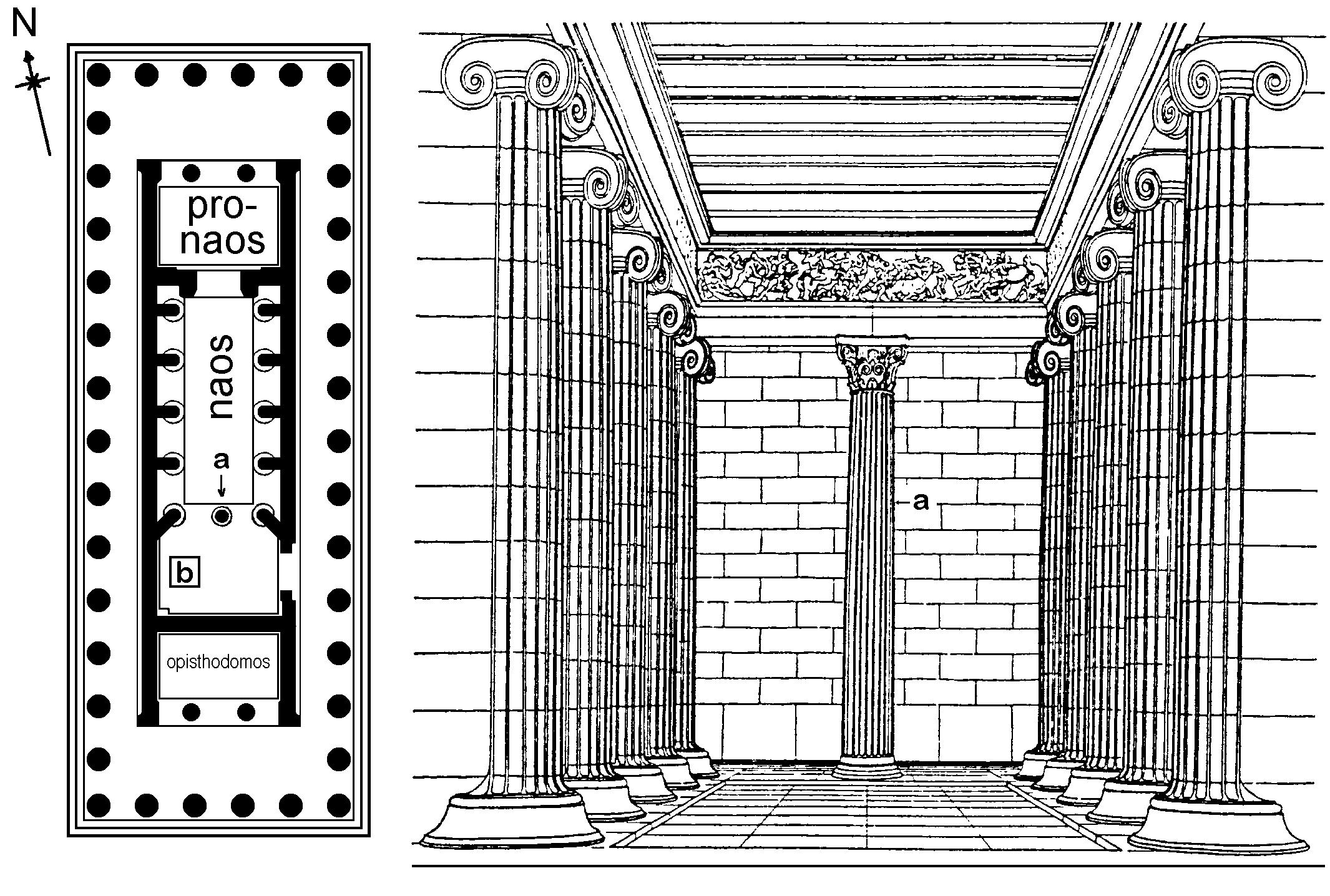
バッサイのアポローン・エピクリオス神殿の平面および内部復元図

紀元前5世紀後半になると、イオニア式の影響はギリシア本土におよぶが、小アジアのものと比較すると柱基の形式やフリーズの有無、ディンティルの有無といった相違がある。ヘレニズム時代に一般的となるイオニア式は、総じてギリシア本土で形成されたものを基本としているが、装飾性の高いイオニア式は、ドーリア式よりも細部の変化が大きく、紀元前5世紀末から発展するコリント式オーダーは、アッティカ風イオニア式オーダーの発展形態と考えられている。従って、ギリシア建築のコリント式はオーダーとしての独立性に乏しく、ドーリア式の柱に採用されることもあった。
紀元前675年に遡る歴史を持つとされるバッサイ神域のアポローン・エピクリオス第IV神殿は、紀元前5世紀末に建設された、幅14.4m、全長37.8mの周柱式神殿である。パウサニアスはイクティノスが設計したものとしているが、エンタシスや細部の比例はパルテノーンほど精密ではない。外部の円柱はドーリア式であるが、内陣はたいへん個性的で、付け柱というにはあまりに突出した、ほとんど控壁のようなイオニア式の柱型が並べられた。このような壁付きイオニア式は、おそらくギリシア最古の実例である。また、内陣の中央には一本のコリント式円柱が設けられたが、このコリント式についても、神殿に採用されたものとしては、ギリシア最古のものである。

### ヘレニズム期
ヘレニズム期になると機能的要求から建築平面が複雑化し、ギリシア建築から独創性や力強さは失われてしまうが、建築物を組み合わせるという新しい動きが見られるようになる。これは都市計画の概念とともに形成されたもので、都市全体の眺望に対する意識の現れであった。アレクサンドロス3世と、彼の後継者たち（アンティゴノス1世、セレウコス1世、プトレマイオスら）のために建設されたヘレニズム時代のギリシア建築は東方の広範囲に広がっていったが、ギリシア人建築家が用いた形態やモティーフは徹底的に保守的なものであった。このため、硬く生気のない印象を受けることがある。しかし、建築の格式の高さを演出するための様々な努力が見られ、特に装飾については古典時代よりもさらに発展した。

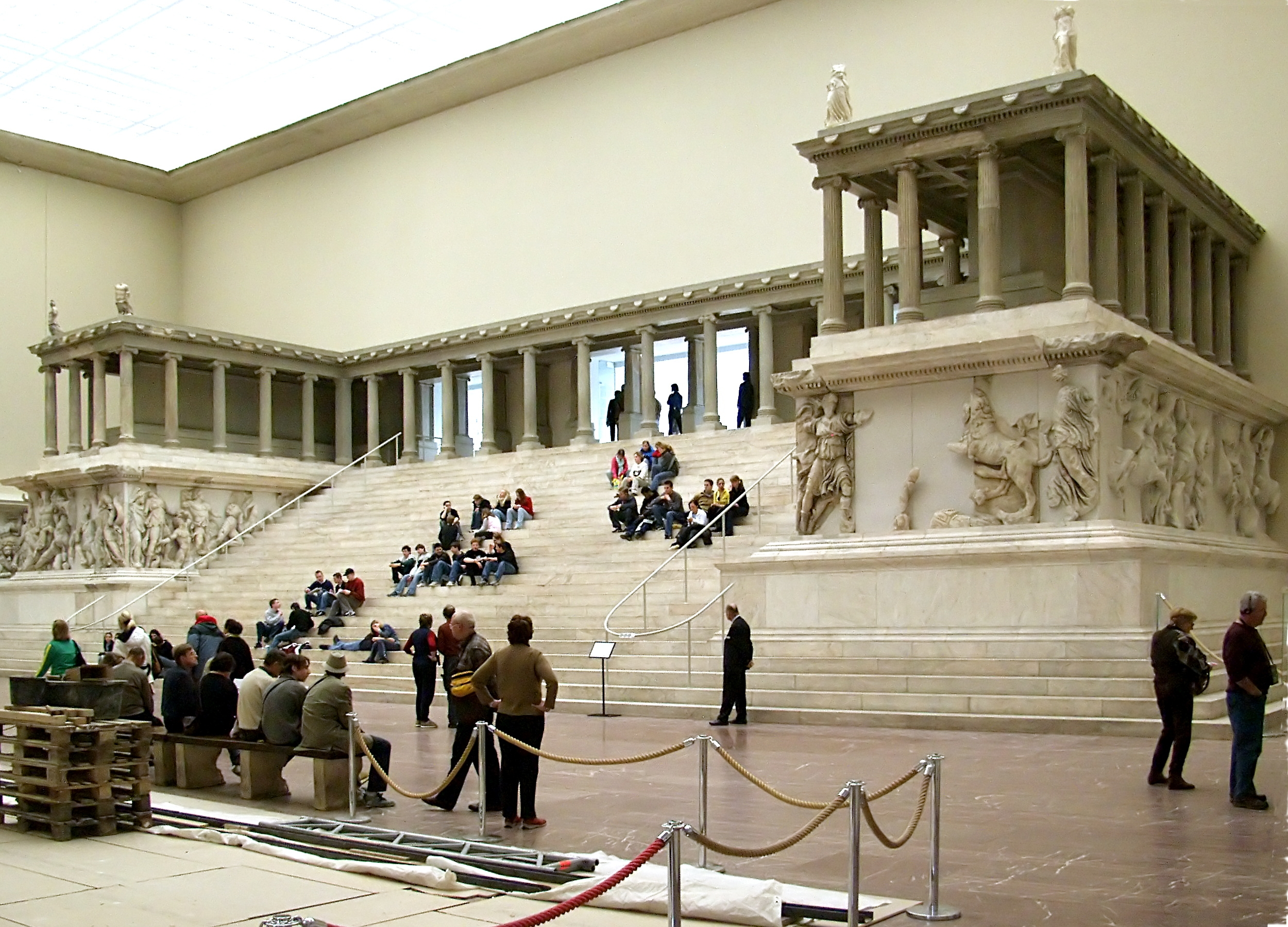
ペルガモンのゼウス大祭壇の復元（ベルリン）
バロック建築を思わせる構成と豊かな彫刻で装飾された、格式の高い祭壇。彫刻はヘレニズム期の最高傑作と言われる。

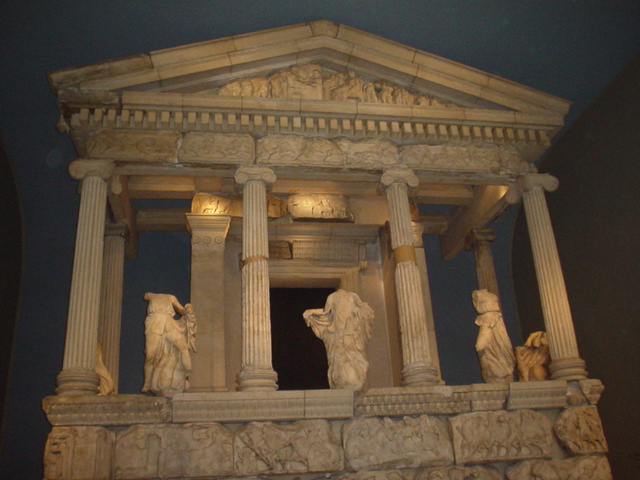
クサントスのネレイド記念堂の復元（ロンドン）
柱間に彫刻を配置する東方の構成を採用している。

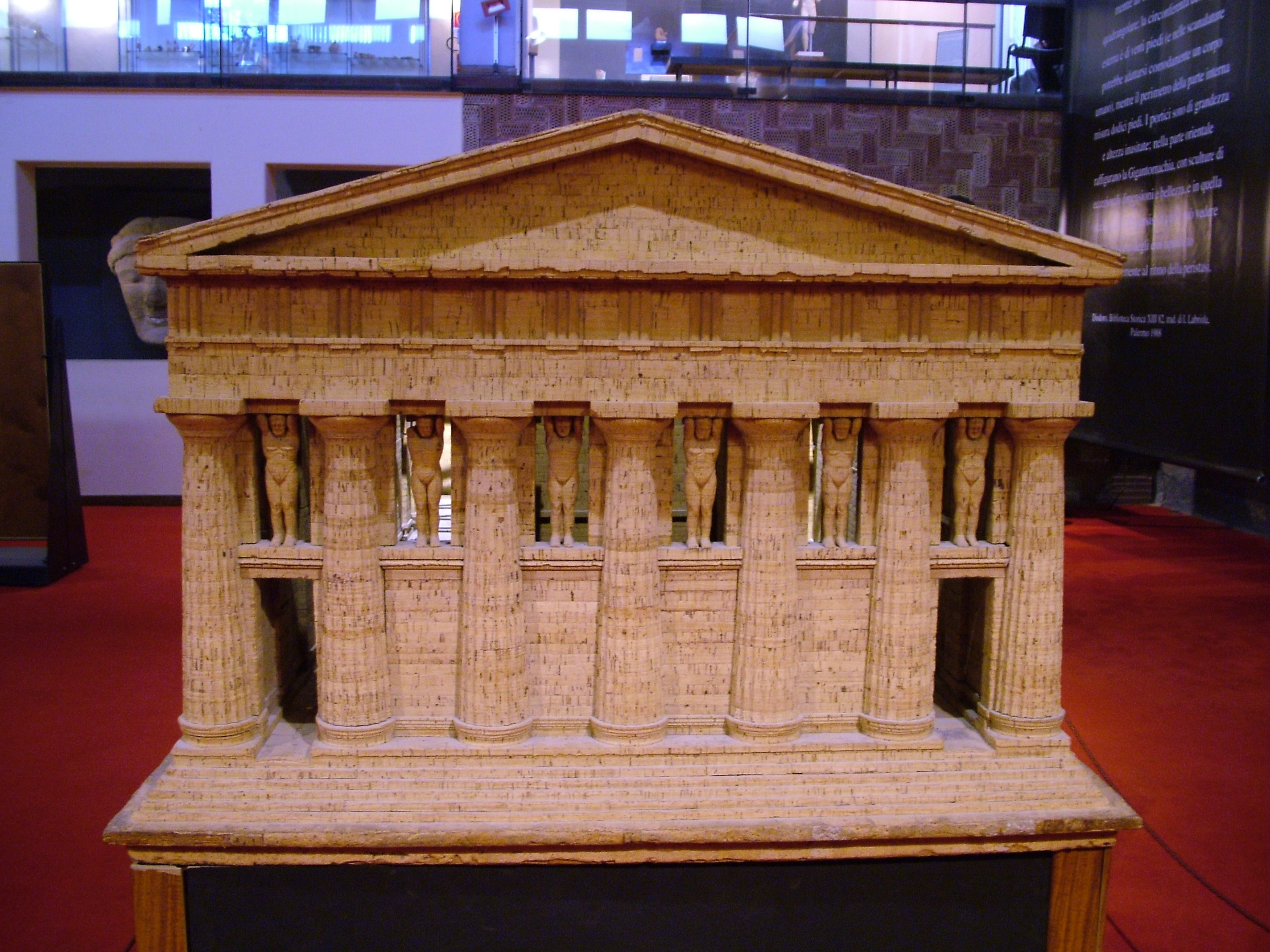
アクラガスのゼウス神殿の復元
ドーリア式の壁付きオーダー。構造のためではなく、純粋に装飾のために採用された。

紀元前3世紀頃になると、モジュールと比例関係との整合性の悪さや複雑形態の建築に適用できないなどの理由からドーリア式が忌避されるようになり、代わってイオニア式とコリント式が用いられるようになった。サルディスのアテネ・キュベレイ神殿、ディディマのアポロン神殿は、ヘレニズム期を代表するイオニア式の巨大神殿である。
サルディスの神殿は紀元前3世紀ころに起工され、ほぼ100年をかけて建設されたもので、建築家ヘルモゲネスの設計したマグネシアのアルテミス神殿に倣って建設された。イオニア式の柱には、ギリシア本土の簡素なものとは対照的に華美な装飾が施されている。エフェソスのパエオニウスとミレトスのダフニスの手によるアポロン神殿は、同時代では最も巨大な二重周柱式神殿で、内陣の入り口には1.5mの高さの敷居が設けられ、みだりに人が立ち入ることを拒んだ。内陣は天井のない中庭になっており、神像を納めるための小神殿が建された。このような空間の入れ子構造、そしてその多彩な装飾によって、この神殿はヘレニズム時代、ローマ属州時代を通じて多大な影響を及ぼした。
建築と彫刻を融合する動きは古くからあり、アルカイック時代にも丸掘りの彫刻が建築を装飾するために設置された。古典時代になるとデルフィのイオニア式宝庫や、アテナイのアクロポリスにあるエレクテイオンのカリアティスのように、建築と彫刻が一体となったものが見られるようになる。このような動きは、ヘレニズム時代になるとさらに進展し、ロンドンで復元されている紀元前4世紀初期のクサントスのネレイド記念堂、ハリカルナッソスのマウソロス王の霊廟（現在は消失）において実現された。宗教建築の彫刻による装飾方法は、エジプト、メソポタミアなど、明らかに東洋起原になるもので、豪華さと格式の高さを補強するものであった。ベルリンで復元されているペルガモンのゼウ大祭壇は、その最も成功した例である。
装飾に対する嗜好は、オーダーにも及んだ。古典時代までは壁と一体となった円柱（付け柱）は内部空間でしか用いられていなかったが、ヘレニズム時代にはアテナイのリシクラテス記念碑やアクラガスのゼウス神殿など、ファサードを構成する要素として運用されるようになった。このためオーダーは構造的な要素ではなく、単なる装飾として扱われることになった。この壁付きオーダーは、最初に劇場の背景として出現しており、ヘレニズム時代の建築は、絵画（壁画）との密接なつながりも考慮されている。
ヘレニズム時代のギリシア建築は装飾への関心が高く、個々の建物の構成については、まったく進展はなかった。しかし、建物相互の関係性については革新があった。アルカイック時代から古典時代にかけての建築は、個別の機能を満足した独立性の強いものであったが、ヘレニズム期になるといくつかの建築が統合され、組織化された。
ロドス島にあるリンドスのアクロポリスには、複数のテラスによって個々の建築が結ばれ、全体を統一的に見せる景観をつくりだしている。ペルガモンのアクロポリスはより複雑なもので、不規則な地形に様々な建築が建てられているが、それらはやはりテラスによって接続され、景観を統一する要素として、扇形の神域の中央部に劇場が配置された。ペルガモンの場合、こうして作り出された景観はアッタロス朝ペルガモン王国の威厳と誇りを示すものであり、ここで働いた職人は、やがてアッタロス朝の同盟国へ派遣され、歓迎された。後にアッタロス朝は共和政ローマと強固な同盟関係を結び、ローマの建築家や彫刻家の多くが、ペルガモンの芸術から学ぶことになった。

## 特徴

### 神殿建築の形式

#### 平面形式

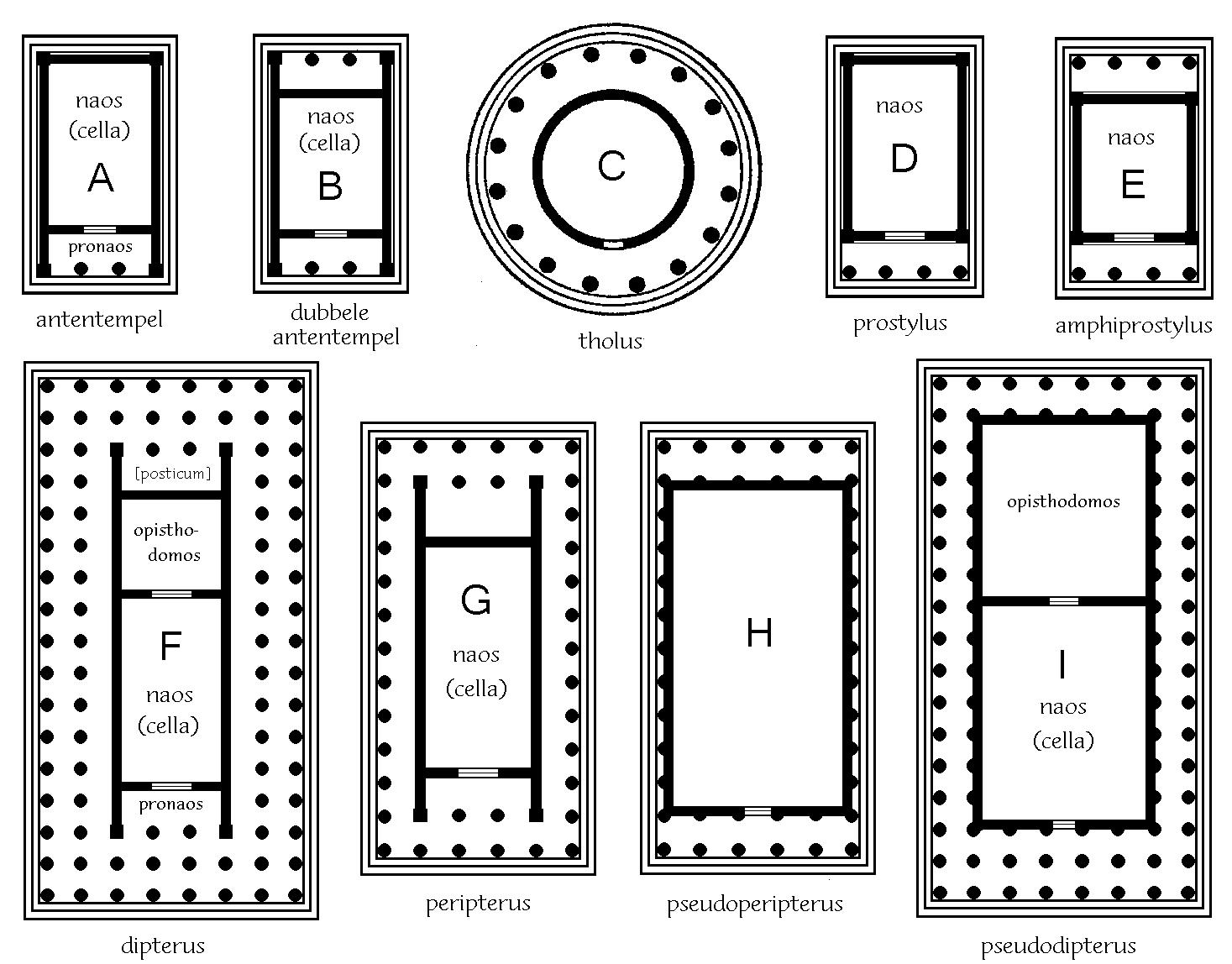
ギリシア神殿の諸形式
A:ディスタイル・イン・アンティス（またはイン・アンティス）
B:アンフィ・アンティス
C:トロス（円形神殿）
D:プロスタイル（前柱式）
E:アンフィ・プロスタイル
F:ディプテラル（二重周柱式）
G:プリプテラル（周柱式）
H:プセウド・ディプテラル（疑似周柱式）
I:プセウド・プリプテラル（疑似二重周柱式）

神殿の平面は、基本的にナオス（内陣、神室）と プロナオス（前室）から成る。初期の神殿は、発掘された紀元前7世紀ころのテラコッタから、プロナオスの正面に2本の柱を建てて玄関とする馬蹄形平面であったことが分かっている。クレタ島でも、紀元前8世紀頃には同じような形式の神殿が建設されていた。その後、神殿が大規模になると、ナオスの周囲に柱を建てる平面を採用することもあった。ギリシア神殿の平面形式については、ローマ時代の建築家ウィトルウィウスによってまとめられており、それぞれに名称が与えられている。
最も単純な平面の神殿は、前方に突出した側壁（アンタ）をとる、ナーオス・エン・パラスタシン（ラテン語：ディスタイル・イン・アンティス、訳：二柱構成）と呼ばれる形式で、小規模な神殿や宝庫で採用され続けた。デルフィのアテナイ人の宝庫などがこの形式である。アンタを採らず、単純に正面に4本の柱を建てる平面についてはプロスタイル（前柱式）と呼ぶ。大規模な神殿になると、ナオスの背面には宝物庫として使われることもある小室（オピストドモス）を配置することもあり、その場合は背面をディスタイル・イン・アンティスかプロスタイルの形式で構成することが多い。イン・アンティスとプロスタイルは神殿背面に同じ構成を繰り返すこともあり、その場合は、アンフィ・アンティス、アンフィ・プロスタイルと呼ばれ、アテナイのアクロポリスのアテーナー・ニケ神殿がアンフィ・プロスタイルの代表的な神殿である。
ギリシア神殿としては一般的な形式となる、内陣の四周に列柱をまわすペリプテラル（周柱式）の神殿は、紀元前8世紀末にサモス島において出現した。このヘーラー神殿は、紀元前570年に3度目の立て替えが行われたが、この時に建設された神殿は、内陣の周囲に2列の列柱が巡らされているディプテラル（二重周柱式）と呼ばれる形式となった。プリニウスがこれを「迷宮」と呼んでいるように、二重周柱式は、エフェソスのアルテミス神殿やディディマのアポロン神殿のような、かなり巨大な神殿で、かつイオニア式の神殿にのみ採用されている。
ディプテラル式の規模を持つ神殿で、周柱廊部分の空間を広くとるために内陣壁に壁付きオーダーを巡らしているものをプセウド・ディプテラル（疑似二重周柱式）と呼ぶ。これは建築家ヘルモゲネスによって考案されたとされるもので、マグネシアのアルテミス大神殿などが代表的な例である。

#### ギリシア建築のオーダー
ギリシア建築の神殿は、ドーリア式、イオニア式、コリント式のいずれかで構成される。いずれも階段状の基壇であるクリピーソーマまたはクリピース（ギリシア語: κρηπίδωμα、ラテン語ではクレピドーマ）のうち、ステュロバーティス（ギリシア語: στνλοβάτης、ラテン語ではスタイロベート）の上に円柱ステューロス（ギリシア語: στύλος、ラテン語コルムナ）を載せる。イオニア式およびコリント式については柱基であるバーシス（ギリシア語: βάσις）を設けて柱身を載せるが、ドーリア式はそのまま柱身を頂く。また、ドーリア式は、柱身に独特のふくらみであるエンタシス（ギリシア語: έντασις）があるが、イオニア式とコリント式は通常エンタシスは設けない。いずれの様式も柱頭エピークラニオン（ギリシア語: επίκρανυον、ラテン語ではカピトゥルム）に正方形の台座アバクス（ギリシア語: άβαξ）があり、ドーリア式の場合はその下部に海胆を連想させたことから命名された円形のエキノス（ギリシア語: έχινος、ラテン語ではエキヌス）が載る。イオニア式のエピークラニオンは渦巻き型、コリント式はアカンサスの葉を模したものとなっている。柱頭の上部はエンタブレチュア（梁）で、下部よりエーピスティーリオン（ギリシア語: επιστύλιον、ラテン語ではエピスティリウム、現在はアーキトレーヴと呼ばれる）、トリーグリフォス（ギリシア語: τρίγλυΦος）、ゲイーロン（ギリシア語: γείσον、ラテン語ではコローナ、現在ではコーニスと呼ばれる）に分かれる。ドーリア式はトリーグリフォスの部分がメトーピ（ギリシア語: μετόπη）と交互に配置され、メトーピには浮き彫り彫刻が施される。イオニア式の場合、トリーグリフォスの部分はゾフォーロスと呼ばれるが、古典期までの小アジアのイオニア式はこの部分が存在せず、エーピスティーリオンの上にゲイーロンが載る構造になっている。

### 建築比例
ギリシア建築の特徴の一つは、柱の直径、高さ、柱間、そして神殿の高さ、幅、長さの間に、秩序だった比例関係が用いられていることである。
厳格なモジュールの規定は、オリンピアのゼウス神殿から用いられるようになったようである。この神殿では柱間を1として、内陣は3：9、トライグリフとメトープの組み合わせが1／2、屋根瓦が1／8などのモジュールが規定されている。アテナイのパルテノン神殿では、されにモジュールと厳格な比例関係が決定されており、その比例関係は、（視覚的調整により中央部が微妙に膨らんではいるが）円柱の下部直径1.88mに対して標準的柱間4.25m、比率は4：9であり、基部スタイロベート の幅：長さ、内陣の幅：長さ、そして建物自体の幅：コーニスまでの高さも、全く同じ比率になっている。
このような比例関係はイオニア式オーダーについても全く同様に用いられたが、伝統的なドーリア式オーダーは、このモジュールと比例の関係に重大な問題が持ち上がった。それは、トライグリフをフリーズの端に配置し、トライグリフとメトープを等間隔に配置するため、これに対応して両端部の柱間を短縮するなどの調整が必要とされたことである。これに細部のモジュールの関係性を対応させなければならなかったので、その調整は綿密な計算を必要とした。
ヘレニズム期の建築は、各部の比例関係が重視されるようになったので、このような煩雑さによってドーリア式オーダーは敬遠され、例えば、マグネシアのアルテミス神殿を設計した建築家ヘルモゲネスは数学的比例に基づいた美を重視し、ドーリア式よりもイオニア式オーダーの方を好んだ。事実、ヘレニズム建築では、ドーリア式オーダーは美学的欠陥があるものとされ、殆ど用いられることがなくなったのである。

### 公共建築
公共建築は、ポリスの政治形態が成立する紀元前6世紀頃から建設され始めた。古代ギリシアでは、その完成度の高さから神殿のみ参照されることが多いが、神殿を含めた公共建築こそが、ギリシア建築の独創性を物語っていると言ったほうがよいかもしれない。
古代ギリシア社会の特徴として、しばしば公共に対する意識の発達が挙げられる。実際に、都市の中心部には、社会活動のための公共広場であるアゴラが置かれ、プリタネイオン（評議会）、ブレウテリオン（百人会会議場）、そして今日の多目的ホールに近いストアなどの公共建築が設けられていた。

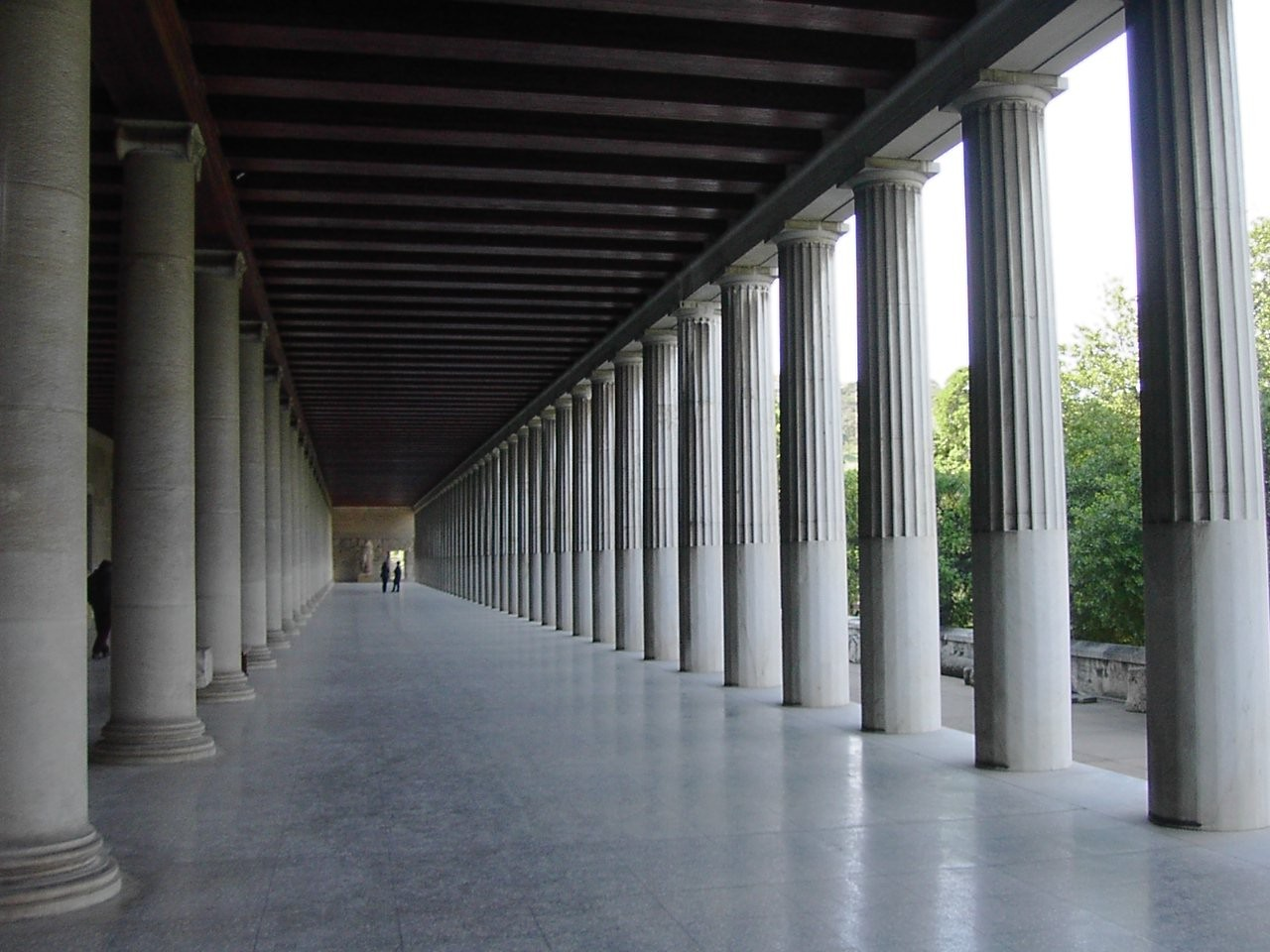
アッタロス1世のストアの復元（アテネ）

アゴラを形づくる主要な建築物はストアである。紀元前6世紀頃から作られはじめ、通常、1列あるいは2列の列柱の背後に、壁もしくは小部屋を設けた。場合によっては、ストアに公共施設が組み込まれることもあった。プリタネイオンは都市の中心部におかれる矩形平面の建築物で、ヘスティアへの礼拝室、外国の使節団や要人と評議員との会食室、そして貴重な記録の保管場所の3室から構成される。一般的に、それぞれの部屋が列柱廊に面し、中庭をはさんでアゴラに面している。同じくアゴラに面して建設されたブレウテリオンは、百人会が行われていた場所で、神殿の内陣の規範となった矩形建築物であった。初期の段階では劇場のように半円に座席を設けることが多かったが、次第に壁に沿って矩形に議員の座席を設けるようになる。このような座席配置と中央に廊下をとる構成は古代ローマの元老院、そして現代イギリスの下院議会に通じる。
これらの建築物は、ギリシアの社会構造の形成過程や組織体系をはっきりと示しており、一般的に時代が下るにつれて機能が細分化され、内部空間が拡大されていく様子がわかる。
エレウシスのデメテル神域では、テレステリオンと呼ばれる入信の儀式などに用いられた矩形の大ホールがある。紀元前525年頃までは、ミケーネ時代のメガロン形式（長方形平面）であったが、ペイシストラトスによって一辺約28mの正方形平面に改築された。しかし、この時の建物は内部に25本の円柱が並び立ち、中央に対する視界が遮られてしまうものであった。その後、建築家イクティノスによって約50m四方の建物に拡張されたが、彼は49本の柱を放射状に配置することによって視界を確保した。彼の設計は、プリエネに遺るエクレシアステリオンなどで模倣されているが、一般にはすぐに採用されず、その後しばらくの間は多くの柱で屋根を支える形式が好まれたようである。

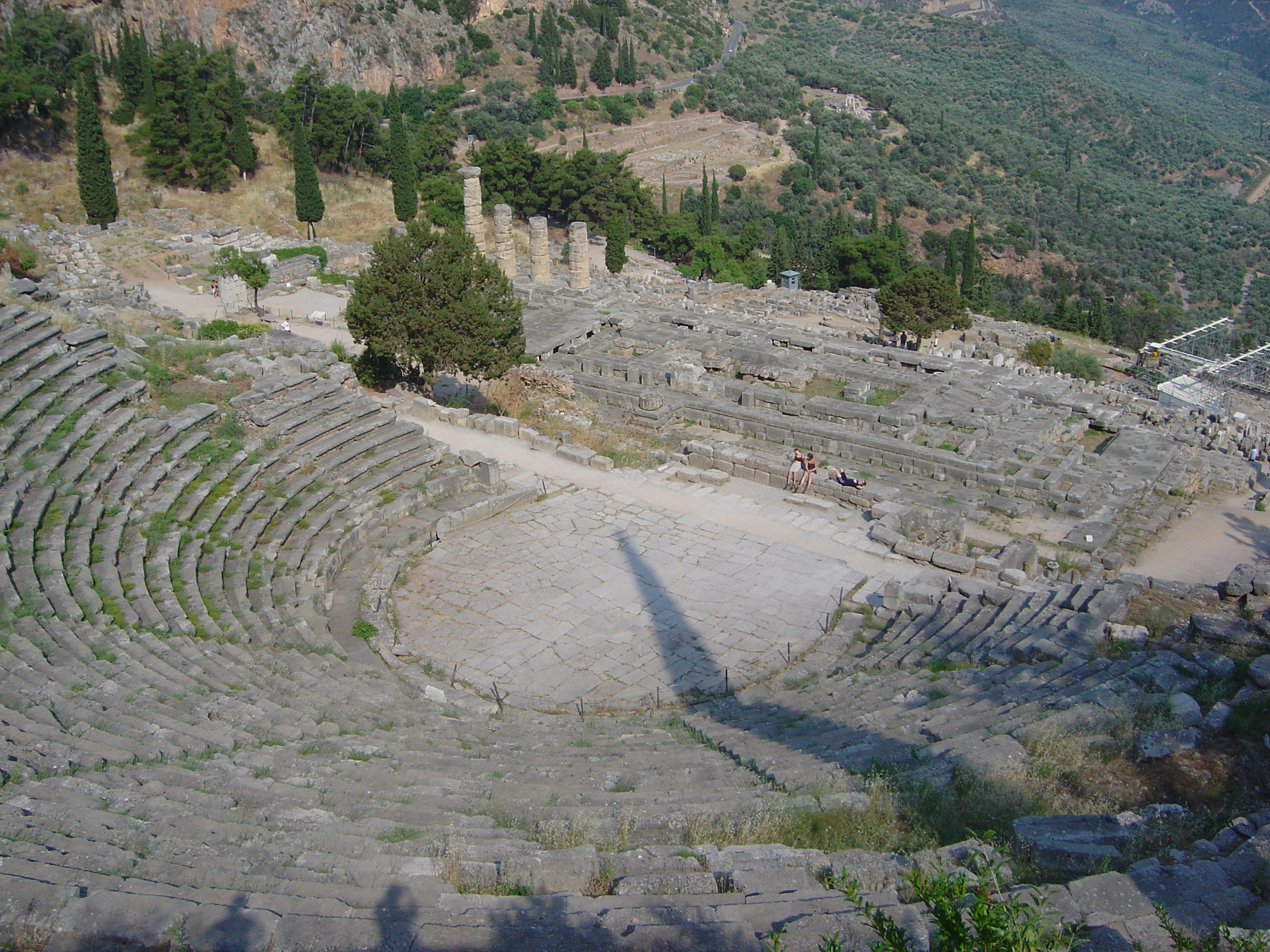
デルフィの劇場

ギリシアでもう一つ目を惹く公共建築は劇場である。古代ギリシアの劇場は、紀元前4世紀以前はほとんど定型的な形式を持たず、単に平たい場所が用意されただけのものであった。紀元前4世紀頃から、自然の傾斜地を利用した半円形の客席が円形のオーケストラを取り囲む形式が一般的となり、ヘレニズム時代においてようやく完成される。ドドナ、プリエネ、エピダウロス、セゲスタ、ミレトスの劇場は、今日でもその姿を留めている。

### 都市計画
古代ギリシアの建築家が、都市景観と建築との関係を意識しはじめたのは、神殿が格式高い様式で作られるようになったのと同時期であろうが、漠然とした考えが、都市の多彩な建築物や神殿の特別な空間をいかに形成するかという具体的な思案に変化したのは古典時代である。アゴラやギュムナシオンはこれに重要な役割を果たしたが、これを軸線や対称性によって秩序立てていくという方法は、ヘレニズム時代に確立された。
古代ギリシアにおいて考案された新しい都市計画は、ペルシャ戦争によって破壊された都市の再建という同じ条件をもったアテナイとミレトスを参考にできる。アテナイは、それまでの古い街区を忠実に再現したが、アテナイの外港として新しく建設されたペイライエウスと、イオニアの反乱によって破壊されたミレトスでは、全く新しい都市計画が適用された。
建築家ヒッポダモスによるイオニアの街区は道路によって格子状に区画され、ストアの主軸よって、宗教、行政、商業の領域が分割された。古典期に起案されたこの都市計画は徐々に執行され、他のギリシア植民都市が各時代の経済的、社会的要因によって本来の街区計画から逸脱していったのに対し、ミレトスではヘレニズム時代末期に完成されるまで、この都市計画が固辞された。

## 主要建築物

### アルカイック期
- ヘラ神殿（紀元前600年頃 オリンピア）
- アポロン神殿（紀元前570年から紀元前560年頃 オルティージャ島）
- ヘラ神殿（紀元前570年から紀元前560年頃 サモス島）
- セリヌスの神殿群（紀元前6世紀から紀元前5世紀 シチリア島）
- アポロン神域の宝庫群（紀元前550年から紀元前525年頃 デルフィ）
- アテナ神域の宝庫群（紀元前550年から紀元前525年頃 デルフィ）
- アポロ神殿（紀元前540年頃 コリントス）
- ヘラ第一神殿（紀元前530年頃 パエストゥム）

### 古典期
- アファイア神殿（紀元前485年 エギナ島）
- ゼウス神殿（紀元前470年から紀元前460年頃 オリンピア）
- ペイライエウス都市計画（紀元前476年頃 ピレウス）
- ヘラ第二神殿（紀元前5世紀中期 パエストゥム）
- アポロン神殿（紀元前5世紀中期 バッサイ）
- パルテノン神殿（紀元前447年起工・432年完成 アテネ）
- ポセイドン神殿（紀元前440年完成 スニオン岬）
- アクロポリスのアテナ・ニケ神殿（紀元前420年頃 アテネ）
- アクロポリスのエレクテイオン（紀元前421年頃・406年完成 アテネ）
- アクロポリスのプロピライア（紀元前5世紀中期 アテネ）
- アクラガスのコンコルド神殿（紀元前5世紀中期 シチリア島）

### ヘレニズム期
- 円形神殿（紀元前330年から紀元前300年頃 エピダウロス）
- アポロン神殿（紀元前313年頃 ディディマ）
- エクレシアステリオン（紀元前4世紀後期 プリエネ）
- デメテル神域のテレステリオン（紀元前4世紀頃 エレシウス）
- クサントスのネレイド記念堂（紀元前4世紀頃 ロンドン）
- アルテミス・キュベレイ神殿（紀元前3世紀初期 サルディス）
- リンドスのアクロポリス神域（紀元前3世紀初期 ロドス島）：世界遺産
- アクロポリス神域（紀元前3世紀後期 ペルガモン）